# Nemesis 2 – Die Vergeltung
Nemesis 2 – Die Vergeltung (Originaltitel: Nemesis 2: Nebula) ist ein US-amerikanischer Actionfilm mit Science-Fiction-Elementen von Albert Pyun. Der 1995 gedrehte Film ist die erste Fortsetzung von Nemesis.

## Handlung
Alex Raynes Versuche (im ersten Teil) die Menschheit vor den Cyborgs zu retten, sind gescheitert. Im Jahr 2100 haben die Cyborgs die Menschheit versklavt. Doch es regt sich Widerstand: ein Wissenschaftler hat 2078 einen Menschen mit künstlicher DNA gezüchtet und einer Leihmutter eingepflanzt. Doch die Cyborgs kamen ihnen auf die Schliche. Mit einer Zeitmaschine konnte die Mutter mit ihrem Baby fliehen und landete im Jahr 1980 in Ostafrika. Dort herrscht jedoch ein erbitterter Kampf zwischen den Rebellen von Wotan und den eingeborenen Stämmen. Die Mutter stirbt und ein Stamm nimmt ihre Tochter auf.
22 Jahre später ist Alex erwachsen und wird, als erste Frau des Stammes, als Krieger angenommen. Doch bei der Zeremonie landet eine weitere Zeitmaschine mit dem Killer-Cyborg Nebula an Bord. Der Cyborg vernichtet zunächst den Stamm und macht dann Jagd auf Alex. Auf ihrer Flucht befreit Alex zwei amerikanische Schmugglerinnen, die ihr versprechen, sie mit dem Flugzeug wegzubringen. Doch kurz darauf landen sie in den Händen der Rebellen. Während Emily ihre Partnerin verrät, kämpft Alex gegen den Cyborg, der jedoch schier unbesiegbar scheint. Sie befreit Emily aus den Klauen des Rebellengenerals und die beiden gelangen zum Flugfeld. Doch Emily verrät Alex und flieht alleine. Sie stürzt jedoch ab, weil die Benzinleitung vorher getroffen wurde.
Alex stellt sich dem Cyborg zum finalen Kampf und kann ihn besiegen. Doch der nächste Cyborg landet ganz in der Nähe.

## Produktion
Ursprünglich war ein zweiter Teil mit Olivier Gruner geplant, doch er überwarf sich mit der Produktionsgesellschaft. Stattdessen drehte Albert Pyun einen Mix aus Predator und Terminator und engagierte als Hauptdarstellerin für diesen und die nächsten beiden Teile die Bodybuilderin Sue Price.
Teil 2 und 3 wurden jeweils an den gleichen Schauplätzen in Globe und Miami, Arizona gedreht.

## Veröffentlichung
Im Gegensatz zum Vorgänger wurde Nemesis 2 als Direct-to-Video-Produktion veröffentlicht. In den USA erschien er am 26. September 1995, in Deutschland am 17. Oktober des gleichen Jahres. Auf DVD wurde der Film im deutschsprachigen Raum nur im Rahmen der Nemesis-Box von Astro Distribution veröffentlicht. Obwohl er von der FSK ab 16 Jahre bewertet wurde, ist die Box wegen der anderen drei Filme ab 18 Jahren freigegeben und indiziert.

## Kritik
Der Film wurde überwiegend als Schnellschuss bewertet, der nicht die Klasse des Vorgängers erreicht und dessen geringes Budget in jeder Einstellung erkennbar ist. Die deutsche Veröffentlichung tat ihr Übriges dazu, wird im Film doch an einigen Stellen afrikanisch gesprochen, doch die Untertitel wurden nicht bearbeitet und die Szenen sind sowohl auf Video als auch auf DVD englisch untertitelt.

„Ein weiterer Billig-Film vom Billig-Autor Albert Pyun, der bei weitem nicht allzuviel gekostet haben kann, denn alles ist so langweilig und unspektakulär gemacht, daß man hier wirklich einschlafen möchte. (…) Das härteste an dem Film ist aber die Hauptdarstellerin, die vor lauter Muskeln überhaupt nicht mehr weiß, wo vorne und hinten ist und die ganze Zeit einfach nur peinlich wirkt. Das Lust der Deutschen, diesen Film für ihre Landsmänner zu bearbeiten, war wohl auch nicht gerade hoch, denn es gibt Passagen, die sind in der Sprache der Eingeborenen gesprochen und immer noch mit englischen Untertiteln versehen. Ein wenig Humor hätte dem ganzen Film wahrscheinlich etwas nach vorne geholfen.“

„Armseliger Actionfilm im Gefolge von ‚Terminator‘, der in eine Folge mangelhaft inszenierter Kampf-Sequenzen zerfällt.“